# Olaf Gulbransson

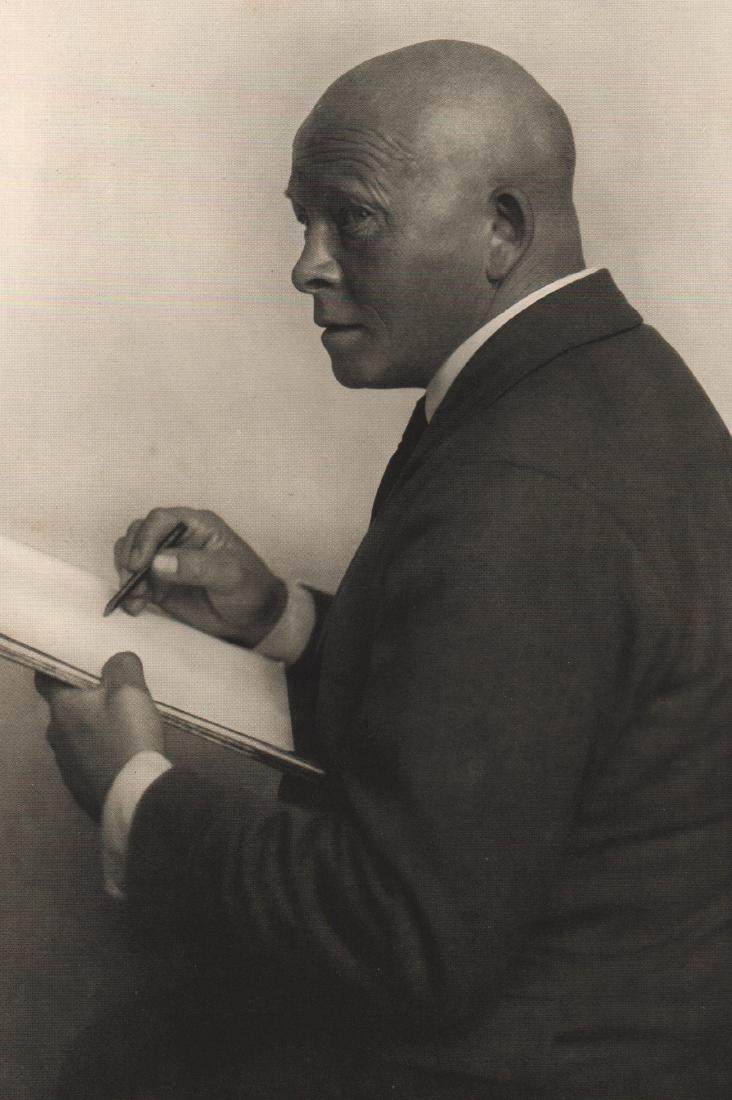
Olaf Gulbransson, 1929 porträtiert von Eduard Wasow

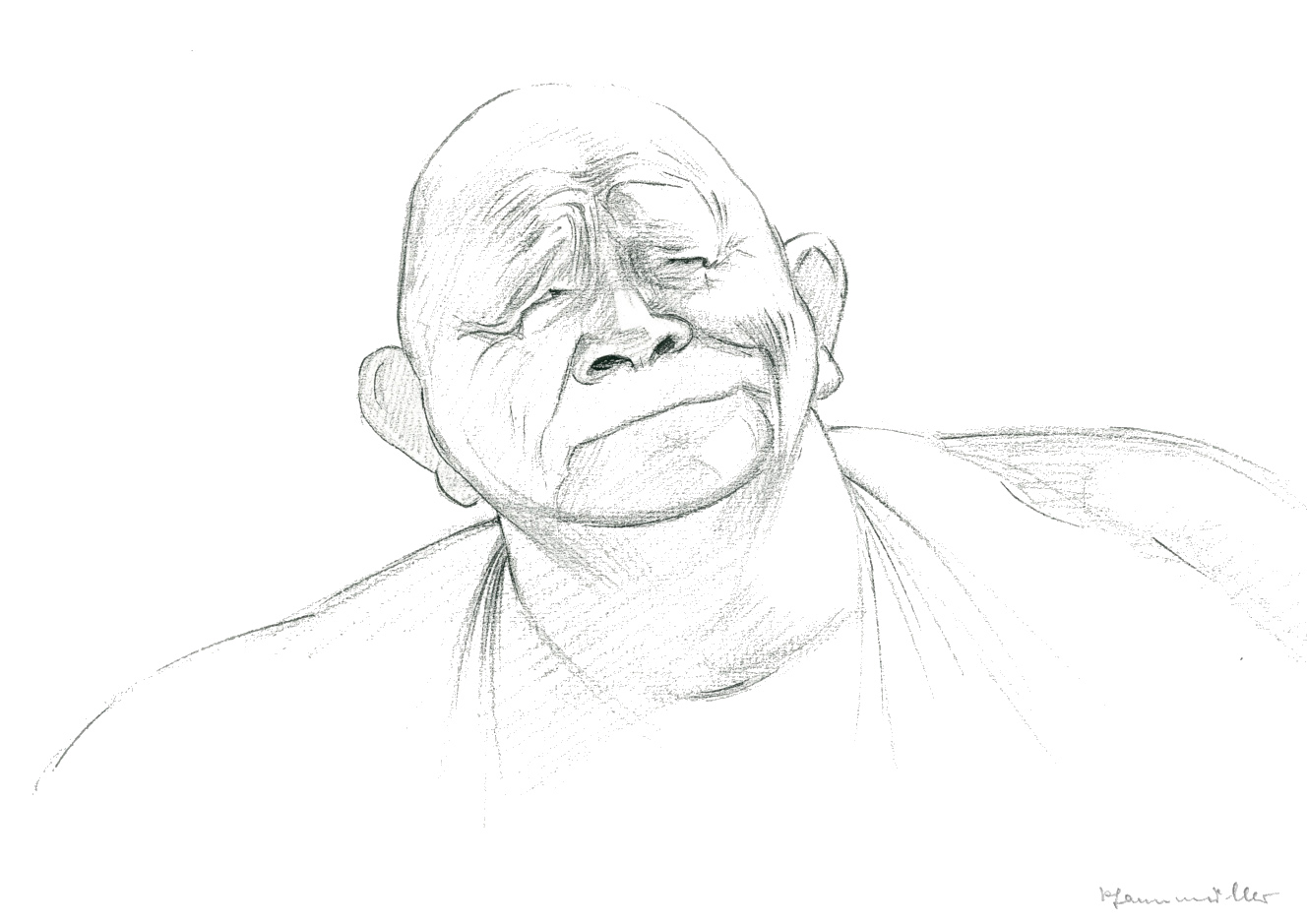
Olaf Gulbransson, Karikatur seines Schülers Hans Pfannmüller (1954)

Olaf Leonhard Gulbransson, auch Olaf Leonhard Gulbranson (* 26. Mai 1873 in Christiania (später Oslo); † 18. September 1958 bei Tegernsee), war ein norwegischer Maler, Grafiker und Karikaturist. Internationale Bekanntheit erlangte er als Zeichner der Satirezeitschrift Simplicissimus. Er war der Vater des Architekten und Kirchenbaumeisters Olaf Andreas Gulbransson.

## Leben und Werk
Olaf Gulbransson wurde 1873 als zweites von vier Kindern des Buchdruckers Edvard Gulbransson und dessen Frau Olava, geborene Caspersen in Christiania, dem späteren Oslo, geboren. Gulbranssons Großeltern waren schwedische Einwanderer. Von 1885 bis 1893 besuchte er die Kongelige Kunst- og Haandverksskole (Königliche Kunst und Handwerksschule) in Christiania. Ab 1890 veröffentlichte er sporadisch politische Karikaturen in norwegischen Satirezeitschriften (Pluk, Tyrihans, Trangviksposten, Paletten, Fluesoppen) und zeichnete erste Buchillustrationen. 1894 leistete er Militärdienst. Am 27. Juli 1897 heiratete er seine erste Ehefrau Inga Liggern. Aus der Ehe gingen die beiden Töchter Liv (geboren 1898) und Inga Lisa (geboren 1901) hervor. 1899 hatte Gulbransson in Christiania seine erste Ausstellung mit Porträtkarikaturen. Um die Jahrhundertwende reiste er nach Paris und studierte an der Académie Colarossi.

### „Simplicissimus“, Münchner und Berliner Secession
1902 folgte Gulbransson einer Einladung des Simplicissimus-Gründers Albert Langen und zog nach München, um an dem 1896 neu gegründeten Satiremagazin mitzuwirken. Langen, auf der Suche nach neuen Talenten, war durch seinen Schwiegervater, den norwegischen Schriftsteller Bjørnstjerne Bjørnson auf Gulbransson aufmerksam geworden. Im Empfangszimmer des Simplicissimus lernte Gulbransson die Dichterin Margarethe „Grete“ Jehly kennen und lieben. In dieser Zeit entstand eine enge Freundschaft mit Josephine Rensch, die in einer ähnlichen Situation mit Albert Langen liiert war wie Grete, als sie sich in den noch verheirateten Olaf verliebte. Gulbransson ließ sich von seiner ersten Frau Inge scheiden und heiratete Grete am 14. August 1906. Sie wohnten auf der Keferstraße 10 in unmittelbarer Nachbarschaft zum Bildhauer Bernhard Bleeker (Keferstraße 11); sie wurden später enge Freunde.
Gulbranssons erste Karikaturen im Simplicissimus erschienen im Dezember 1902 und machten ihn in Münchner Künstlerkreisen schnell bekannt. In der Folge schloss er vielerlei Freundschaften mit dortigen Künstlern, so auch Otto Julius Bierbaum.
1912 gestaltete er u. a. die Kulisse für das Theaterstück Sklavin aus Rhodus von Gustav Meyrink und Roda Roda im Münchner Schauspielhaus und entwarf die Figuren für eine Lohengrin-Parodie von Friedrich Huch für das Marionetten-Theater der Künstler auf einer Ausstellung der Münchner Secession. 1914 wurde Gulbransson in die Berliner Secession aufgenommen; dort schloss er u. a. Freundschaften mit Max Liebermann, Paul Wegener oder Heinrich Zille. Jakob August Heer schuf eine Bildnisbüste Gulbranssons. Am 23. Januar 1916 wurde Olafs und Gretes Sohn Olaf Andreas geboren. Im selben Jahr wurde Gulbransson vorübergehend zum Militär eingezogen, dann 1916 zum „Propagandadienst“ beim Auswärtigen Amt in Berlin abgestellt. 1917 wurde er Ordentliches Mitglied an der Berliner Akademie der Künste.

### Zwischen München und Berlin
Gegen Kriegsende kehrte Gulbransson nach München zurück. 1922 verließ er nach Differenzen mit seiner Frau Grete das „Kefernest“ genannte gemeinsame Wohnhaus in Schwabing und zog mit seinen Freunden Richard von Below und Herbert von Richthofen eine Zeit lang auf eine Hütte bei Partenkirchen. Im selben Jahr reiste er nach Kopenhagen um „berühmte Dänen“ für die Zeitung Politiken zu zeichnen. Die immer schwieriger werdende Künstlerehe wurde 1923 geschieden. Nach der Trennung von Grete Jehly heiratete er Dagny Björnson, Tochter von Einar Björnson und Elsbeth Langen, der Schwester von Albert Langen sowie Enkelin des Schriftstellers Björnstjerne Björnson. Das frisch vermählte Paar unternahm eine längere Reise in Gulbranssons Heimat, nach Norwegen. Zur Finanzierung zeichnete er für die Osloer Tageszeitung Tidens Tegn die Serie Berühmte Norweger. 1924 hatte er eine Ausstellung an der Berliner Akademie der Künste, die in Sonderschauen auch in Dresden und Leipzig gezeigt wurde. Auf Bestreben Max Liebermanns wurde Gulbransson ein staatliches Atelier an der Berliner Prinz-Albrecht-Straße zur Verfügung gestellt.
1925 erhielt Gulbransson zusammen mit Edvard Munch die Ehrenmitgliedschaft der Akademie der bildenden Künste München und übernahm eine Professur an der der Akademie angegliederten Königlichen Kunstgewerbeschule München. Zu seinen Meisterschülern gehörten Johannes Matthaeus Koelz und der von der Stadt Regensburg ausgezeichnete Maler Hans Geistreiter.
In den Folgejahren beteiligte sich der Zeichner an mehreren Ausstellungen der Berliner Akademie; es entstanden Illustrationen zu Däumlieschen und andere Märchen von Hans Christian Andersen. 1927 reiste Gulbransson wieder nach München, um Thomas Theodor Heines 60. Geburtstag zu feiern. Gulbransson blieb in München und wohnte zwei Jahre dort. 1929 trat er die Nachfolgeprofessur von Franz von Stuck an der Münchner Akademie der bildenden Künste an und erwarb den Schererhof am Tegernsee, für den Josef Oberberger frei gestaltete Glasmalereifenster anfertigte. Oberberger war Meisterschüler und Freund Gulbranssons bis zu dessen Tod und erhielt am 12. August 1952 eine eigene Professur an der Akademie für Bildende Künste.

### Zeit des Nationalsozialismus
Zur Zeit der Machtergreifung durch die Nationalsozialisten 1933 fand eine Ausstellung zu Gulbranssons 60. Geburtstag an der Akademie der Künste in Berlin statt, die im Anschluss auch in der Städtischen Galerie in München gezeigt wurde, jedoch zwei Tage nach der Eröffnung vom Reichsleiter der NSDAP geschlossen wurde. Als Grund wurde eine Simplicissimus-Karikatur Gulbranssons nach der Reichstagswahl 1930 genannt, auf der einfältig dreinblickende Nationalsozialisten vor plumpen hetzerischen NS-Parolen gezeigt wurden: „Aufstieg der Begabten – Man sollte ihnen die Regierungsbildung nicht verweigern – irgend ’ne Bildung muß der Mensch schließlich haben!“
Die Tage der politischen Satire des Simplicissimus waren indes gezählt: Der radikaldemokratische Franz Schoenberner und Thomas Theodor Heine wollten den kritischen Kurs des Magazins gegen die NSDAP weiterführen. Als Jude wurde Thomas Theodor Heine schließlich aus der Redaktion gedrängt. Auch Schoenberner ging nicht mit der Gleichschaltung der Meinung durch die NS konform. Beide mussten nach einer Gewaltintervention der Sturmabteilung in den Geschäftsräumen des Simplicissimus fliehen. Gulbransson wurde später von Schoenberger und Heine beschuldigt, die SA-Aktion eingefädelt zu haben. Gulbransson verhielt sich, seit Hitler an der Macht war, unkritisch der NSDAP gegenüber. Im selben Jahr hatte er auch – zusammen mit Richard Strauss unter anderem – gegen die „europäische“ Wagner-Vorstellung von Thomas Mann Stellung bezogen; Gulbransson sah darin die Verneinung des „nationalen Weges“. Wegen seines stoischen Opportunismus gegenüber den Nationalsozialisten bezichtigten ihn viele Freunde und Bekannte als Kollaborateur und distanzierten sich von ihm. Gulbransson selbst sagte über sich: „Ich bin eigentlich kein politischer Zeichner. Ich zeichne das Motiv, das ich zwischen die Finger bekomme.“ Gulbransson war von 1937 bis 1943 auf fünf Großen Deutsche Kunstausstellungen in München mit sechs Bildern vertreten, darunter 1943 die Feder-Zeichnung Der totale Krieg.
Bis zum Ausbruch des Zweiten Weltkrieges erschienen weitere Publikationen von Gulbransson: Es war einmal (1934) und Sprüche und Wahrheiten (1939). Im Folgejahr wurde sein Heimatland Norwegen von der Wehrmacht besetzt. In den Kriegsjahren entstanden vor allem Karikaturen gegen die „Feindstaaten“, insbesondere gegen Winston Churchill. 1941 wurde Gulbransson Ehrenmitglied des Vereins Berliner Künstler und 1942 der Akademie der bildenden Künste Wien. 1943 feierte er seinen 70. Geburtstag, zu den Gratulanten zählten Albert Windisch, Oskar Kokoschka und der im Exil lebende Kronprinz Rupprecht von Bayern, zum Anlass des Geburtstages bekam er die Goethe-Medaille für Kunst und Wissenschaft verliehen, da er „seine Kunst in den Dienst des Großdeutschen Freiheitskampfes gestellt und sich einen beim Feind gefürchteten Namen“ gemacht habe. Die Akademie der bildenden Künste München emeritierte ihn als Professor. Gulbransson stand 1944 auf der Gottbegnadeten-Liste. 1944 überreichte ihm der Musikprofessor und NS-Gefolgsmann Gunnar Graarud den Kulturpreis des Staates Norwegen für sein Lebenswerk, im selben Jahr stellte der Simplicissimus sein Erscheinen ein.

### Spätere Jahre und Tod

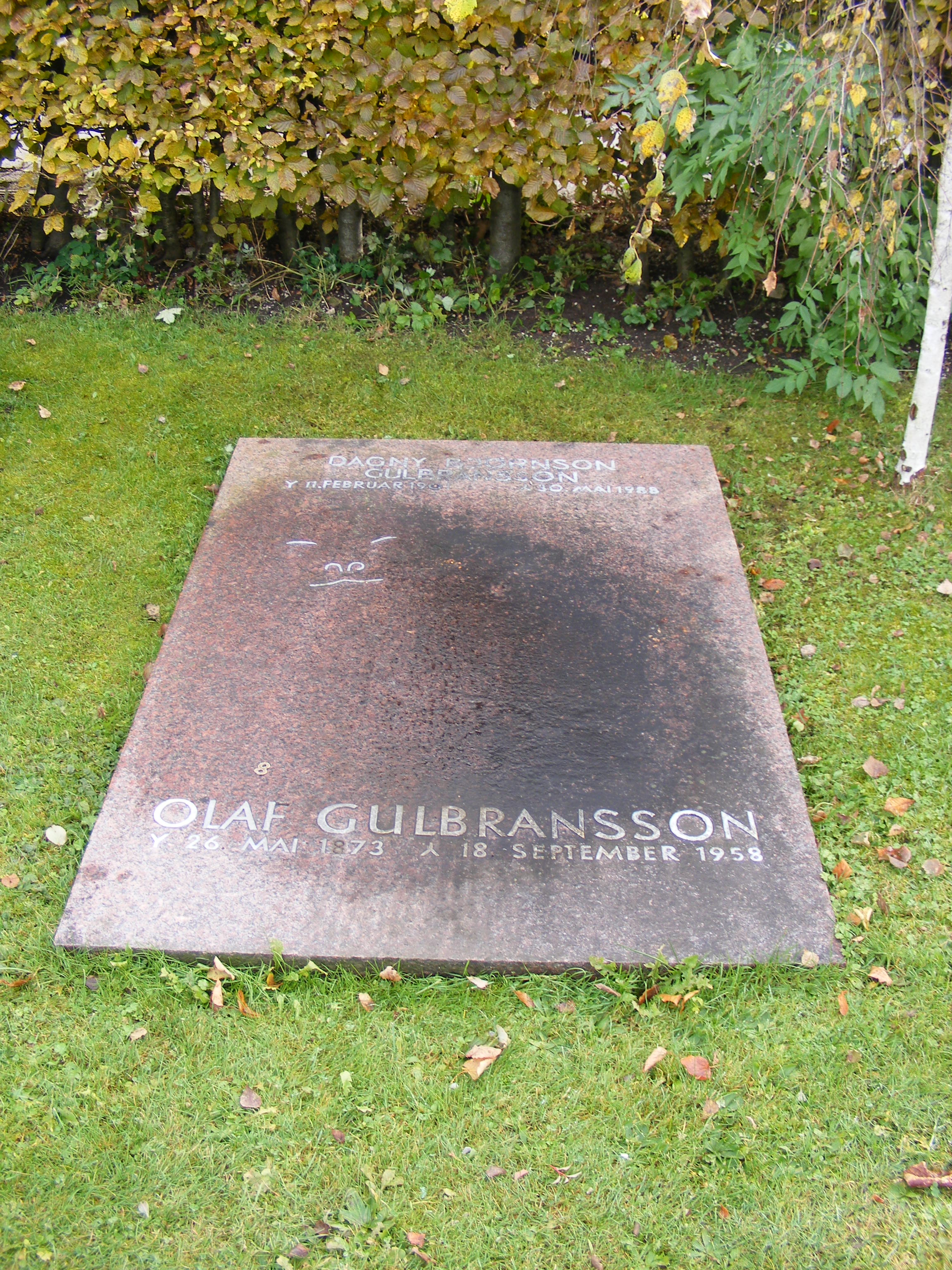
Grabmal von Gulbransson

In der Nachkriegszeit lebte Gulbransson zurückgezogen auf dem Schererhof. Er konnte noch einmal für die Mitarbeit am Simpl, der Nachfolgeversion des Simplicissimus (1946–1950) gewonnen werden und arbeitete an verschiedenen Illustrationen und Publikationen: Lieber Olaf! Liebe Franziska! und Auferstehung von Max Dingler (1950). 1953 wurde sein Gesamtwerk im Wilhelm-Busch-Museum in Hannover gezeigt. Die Stadt München verlieh ihm den Förderpreis für Bildende Kunst der Landeshauptstadt München (1955).
1958 verlieh ihm die Stadt Nürnberg den Joseph-E.-Drexel-Preis; Gulbransson veröffentlichte in diesem Jahr seine letzten Werke. Am 18. September 1958 starb Olaf Gulbransson nach einem Schlaganfall auf dem Schererhof im 86. Lebensjahr. Er ist auf dem Friedhof der Auferstehungskirche in Rottach-Egern, Ortsteil Egern, begraben.

## Werke (Auswahl)
- 24 Karikaturer. Norlis Forlag, Christiania (Oslo) 1901.
- Berühmte Zeitgenossen. Verlag Albert Langen, München 1905.
- Aus meiner Schublade. Verlag Albert Langen, München 1912.
- Es war einmal. Piper Verlag, München 1934.
- Einband-Illustration (Vorderdeckel) zu Konradin. Der letzte Hohenstaufe. Oper von Rudolf Hindemith. Hochwind, München 1939.
- Idyllen und Katastrophen. (Mit Dr. Owlglass). Piper Verlag, München 1941.
- Auferstehung. (Mit Max Dingler). Münchner Buchverlag, 1950.
- Lieber Olaf! Liebe Franziska! (Mit Franziska Bilek). Hans Dulk Verlag, Hamburg 1950.
- Und so weiter. Piper Verlag, München 1954.
- Das auch noch! Fackelträger Verlag, Hannover 1958.

## Stil
Die frühen Arbeiten Gulbranssons sind noch konventionell und orientieren sich am nordischen Expressionismus und an den holzschnittähnlichen Kompositionen der Art Nouveau und des Jugendstils. Während seiner Zeit beim Simplicissimus entwickelte der Künstler einen eigenen präzis-linearen Stil, der sich durch einen zarten filigranen Duktus auszeichnet und durch minimale Darstellung starke Ausdruckskraft erzielt. Die farbigen Arbeiten Gulbranssons sind zumeist durch plakative, voneinander abgegrenzte Farbflächen ohne Schattierungen und die Verwendung von Großbuchstaben gekennzeichnet. Die unverwechselbaren Handschriften Gulbranssons und Th. Th. Heines prägten überwiegend den Stil der Publikationen des Simplicissimus-Verlages.

## Nachlass
Das Olaf Gulbransson Museum Tegernsee zeigt einen großen Fundus von Karikaturen, Zeichnungen und Gemälden in einer Dauerausstellung.
Der schriftliche Nachlass kam 1996 als Vermächtnis der Witwe des Künstlers in das Deutsche Kunstarchiv im Germanischen Nationalmuseum.
Siehe auch: Olaf-Gulbransson-Preis